# 2022 في ليبيا
تحتوي هذه المقالة على أهم الأحداث التي شهدتها ليبيا في 2022، إضافة إلى أهم الشخصيات الليبية المولودة والمتوفية في هذه السنة.

## الحكم
- معمر القذافي

## الأحداث
- 17 مايو - اشتباكات طرابلس 2022 تبدأ
- 2 يوليو - اقتحام المتظاهرين لمبنى مجلس النواب في طبرق وإحراقه.

## وفـيات
- 28 فبراير - أبو زيد دوردة، آخر رئيس للاستخبارات الخارجية الليبية في عهد القذافي. (77 سنة).[1][2]